# Lindenhof (Himmelkron)
Lindenhof ist ein Gemeindeteil der Gemeinde Himmelkron im Landkreis Kulmbach (Oberfranken, Bayern). Lindenhof liegt in der Gemarkung Lanzendorf.

## Lage
Die Einöde liegt unmittelbar nordwestlich des Autobahndreiecks Bayreuth/Kulmbach. Über Gemeindeverbindungsstraßen gelangt man nach Nenntmannsreuth (0,9 km östlich), nach Altenreuth (0,5 km südwestlich) und nach Hettersreuth (1,9 km westlich).

## Geschichte
Lindenhof wurde in der zweiten Hälfte des 20. Jahrhunderts auf dem Gemeindegebiet von Lanzendorf gegründet. Am 1. Januar 1976 erfolgte im Zuge der Gebietsreform in Bayern die Eingemeindung von Lindenhof nach Himmelkron.

### Einwohnerentwicklung
| Jahr      | 001950 | 001961 | 001970 | 001987 |
| Einwohner | 5      | 4      | 4      | 7      |
| Häuser    | 1      | 1      |        | 2      |
| Quelle    | [ 8 ]  | [ 9 ]  | [ 10 ] | [ 1 ]  |

## Religion
Lindenhof ist evangelisch-lutherisch geprägt und bis heute nach St. Gallus (Lanzendorf) gepfarrt.